# Dendromonomeron madidum
Dendromonomeron madidum är en mångfotingart som beskrevs av Karl Wilhelm Verhoeff 1914. Dendromonomeron madidum ingår i släktet Dendromonomeron och familjen Attemsiidae. Inga underarter finns listade i Catalogue of Life.